# Hebdomophruda diploschema
Hebdomophruda diploschema là một loài bướm đêm trong họ Geometridae.